# ياروسلاف التر
ياروسلاف والتر (6 يناير 1939  - 20 يونيو 2014) كان لاعب هوكي الجليد تشيكي وقد لعب للمنتخب الوطني التشيكوسلوفاكي. حصل على الميدالية البرونزية في دورة الألعاب الأولمبية الشتوية 1964. وبين عامي 1991 و 1992 كان مساعد مدرب المنتخب الوطني التشيكي.

## روابط خارجية
- ياروسلاف التر على موقع EliteProspects.com (الإنجليزية)
- ياروسلاف التر على موقع أوليمبيديا (الإنجليزية)
- ياروسلاف التر على موقع اللجنة الأولمبية التشيكية (التشيكية)